# Puchar Polski Strongman: Eliminate Your Opponent Cup 2009
Puchar Polski Strongman: Eliminate Your Opponent Cup 2009 – cykl indywidualnych zawodów polskich siłaczy, rozgrywanych systemem pucharowym w 2009 r.
Odbyły się dwie imprezy z cyklu Puchar Polski Strongman: Eliminate Your Opponent Cup 2009.

## Pierwsze zawody
Data: 2 sierpnia 2009 r.

Miejscowość: Międzyzdroje
WYNIKI ZAWODÓW:
| Miejsce | Zawodnik            |
| ------- | ------------------- |
| 1.      | Michał Szymerowski  |
| 2.      | Bartłomiej Bąk      |
| 3.      | Andrzej Zieleniecki |
| 4.      | Mateusz Ostaszewski |
| 5.      | Ireneusz Kuraś      |
| 6.      | Robert Nemś         |
| 7.      | Mateusz Skrętny     |
| 8.      | Rafał Szultka       |
| 9.      | Artur Patyk         |

## Drugie zawody
Data: 8 sierpnia 2009 r.

Miejscowość: Ustronie Morskie
WYNIKI ZAWODÓW:
| Miejsce | Zawodnik             |
| ------- | -------------------- |
| 1.      | Tyberiusz Kowalczyk  |
| 2.      | Ireneusz Kuraś       |
| 3.      | Michał Szymerowski   |
| 4.      | Artur Patyk          |
| 5.      | Andrzej Zieleniecki  |
| 6.      | Bartłomiej Bąk       |
| 7.      | Robert Nemś          |
| 8.      | Mateusz Ostaszewski  |
| 9.      | Krzysztof Kacnerski  |
| 10.     | Jan Wasilewski       |
| 11.     | Grzegorz Łukjanowicz |